# Davide di Scozia (conte di Huntingdon)
Davide di Scozia (1144 circa – 17 giugno 1219) fu principe di Scozia e Conte di Huntingdon, oltre ad essere uno dei pretendenti al trono.

## La vita
Davide di Scozia nacque attorno al 1144 ultimogenito di Enrico di Scozia, che premorì al padre Davide I di Scozia, e Ada de Warenne, figlia di William de Warenne, II conte del Surrey e di Elisabetta di Vermandois.
Il contado di Huntingdon fu dato a Davide dopo che suo fratello più vecchio Guglielmo I di Scozia ascese al trono, Davide invece non riuscì mai a prendere la corona perché il figlio di Guglielmo, Alessandro II di Scozia succedette al padre nel 1214 senza incidenti di sorta.
La sua vicinanza alla casa reale acquisì importanza quasi un secolo dopo la sua morte, nel 1290 quando si consumò la Grande causa relativa alla successione al trono rimasto vacante dopo la morte di Margherita di Scozia che era decededuta bambina senza lasciare eredi. A quel punto Fiorenzo V d'Olanda, che era il pro-pro-nipote di Ada di Scozia (1146 circa-dopo il 1206), che di Davide era la sorella, avanzò le proprie pretese suggerendo che Davide avesse rinunciato ai propri diritti ereditari al trono di Scozia. Secondo Fiorenzo tale rinuncia dava a lui la precedenza su tutti gli altri eredi di Davide allora viventi, tuttavia non fu mai in grado di produrre un solo documento che attestasse tale rinuncia.
Davide morì nel 1219.

## Il matrimonio e i figli
Il 26 agosto 1190 Davide sposò Matilda di Chester, figlia di Ugo di Kevelioc. I due ebbero:
- Margherita di Huntingdon che sposò Alan di Galloway la cui figlia fu Dervorguilla di Galloway
- Robert di Huntingdon, morto giovane
- Ada di Huntingdon, che sposò William de Hastings e da cui discesero i baroni Hastings
- Matilde di Huntingdon (morta dopo il 1219)
- Isobel di Huntingdon (1199-1251), uno dei suoi figli fu Robert Bruce, V Signore di Annandale, nonno di Roberto I di Scozia
- John, Conte di Huntingdon (1207-6 giugno 1237), dallo zio Ranulph de Blondeville ereditò il contado di Chester nel 1232, ma morì senza eredi
- Henry di Huntingdon, morto giovane

Davide ebbe anche dei figli illegittimi:
- Henry di Stirling
- Henry di Brechin
- Ada

Quando nel 1290 con la morte di Margherita cessò la linea di discendenza di Guglielmo I i discendenti di Davide erano i più papabili candidati alla successione, la parte del leone la facevano Robert Bruce, V Signore di Annandale insieme a Giovanni di Scozia che discendevano da due delle figlie di Davide, rispettivamente Isobel e Margaret.

## Ascendenza
|                                          |                        |                                | Genitori                  |  |  | Nonni |  |  | Bisnonni              |  |  | Trisnonni          |  |
|                                          |                        |                                |                           |  |  |       |  |  | Malcolm III di Scozia |  |  | Duncan I di Scozia |  |
|                                          |                        |                                |                           |  |  |       |  |  | Malcolm III di Scozia |  |  | Duncan I di Scozia |  |
|                                          |                        | Suthen                         |                           |  |  |       |  |  | Malcolm III di Scozia |  |  |                    |  |
| Davide I di Scozia                       |                        |                                |                           |  |  |       |  |  | Malcolm III di Scozia |  |  |                    |  |
|                                          |                        | Margaret di Scozia             | Edoardo l'esiliato        |  |  |       |  |  |                       |  |  |                    |  |
|                                          |                        | Margaret di Scozia             | Edoardo l'esiliato        |  |  |       |  |  |                       |  |  |                    |  |
|                                          |                        | Margaret di Scozia             | Agata di Kiev             |  |  |       |  |  |                       |  |  |                    |  |
| Enrico di Scozia                         |                        | Margaret di Scozia             |                           |  |  |       |  |  |                       |  |  |                    |  |
|                                          |                        | Waltheof, conte di Northumbria | Siward di Northumbria     |  |  |       |  |  |                       |  |  |                    |  |
|                                          |                        | Waltheof, conte di Northumbria | Siward di Northumbria     |  |  |       |  |  |                       |  |  |                    |  |
|                                          |                        | Waltheof, conte di Northumbria | Aelfflaed di Bernicia     |  |  |       |  |  |                       |  |  |                    |  |
| Maud di Northumbria                      |                        | Waltheof, conte di Northumbria |                           |  |  |       |  |  |                       |  |  |                    |  |
|                                          |                        | Judith di Lens                 | Lambert, II conte di Lens |  |  |       |  |  |                       |  |  |                    |  |
|                                          |                        | Judith di Lens                 | Lambert, II conte di Lens |  |  |       |  |  |                       |  |  |                    |  |
|                                          |                        | Judith di Lens                 | Adelaide di Normandia     |  |  |       |  |  |                       |  |  |                    |  |
| Davide di Scozia                         |                        | Judith di Lens                 |                           |  |  |       |  |  |                       |  |  |                    |  |
|                                          | Guglielmo I di Warenne | Ranulf, II di Warenne          |                           |  |  |       |  |  |                       |  |  |                    |  |
|                                          | Guglielmo I di Warenne | Ranulf, II di Warenne          |                           |  |  |       |  |  |                       |  |  |                    |  |
|                                          | Guglielmo I di Warenne | Emma                           |                           |  |  |       |  |  |                       |  |  |                    |  |
| Guglielmo di Warenne, II conte di Surrey | Guglielmo I di Warenne |                                |                           |  |  |       |  |  |                       |  |  |                    |  |
|                                          |                        | Gundred, Ccontessa del Surrey  | …                         |  |  |       |  |  |                       |  |  |                    |  |
|                                          |                        | Gundred, Ccontessa del Surrey  | …                         |  |  |       |  |  |                       |  |  |                    |  |
|                                          |                        | Gundred, Ccontessa del Surrey  | …                         |  |  |       |  |  |                       |  |  |                    |  |
| Ada de Warenne                           |                        | Gundred, Ccontessa del Surrey  |                           |  |  |       |  |  |                       |  |  |                    |  |
|                                          |                        | Ugo I di Vermandois            | Enrico I di Francia       |  |  |       |  |  |                       |  |  |                    |  |
|                                          |                        | Ugo I di Vermandois            | Enrico I di Francia       |  |  |       |  |  |                       |  |  |                    |  |
|                                          |                        | Ugo I di Vermandois            | Anna di Kiev              |  |  |       |  |  |                       |  |  |                    |  |
| Elisabetta di Vermandois                 |                        | Ugo I di Vermandois            |                           |  |  |       |  |  |                       |  |  |                    |  |
|                                          |                        | Adelaide di Vermandois         | Erberto IV di Vermandois  |  |  |       |  |  |                       |  |  |                    |  |
|                                          |                        | Adelaide di Vermandois         | Erberto IV di Vermandois  |  |  |       |  |  |                       |  |  |                    |  |
|                                          |                        | Adelaide di Vermandois         | Adele di Valois           |  |  |       |  |  |                       |  |  |                    |  |
|                                          |                        | Adelaide di Vermandois         |                           |  |  |       |  |  |                       |  |  |                    |  |